# De Christiana Expeditione apud Sinas

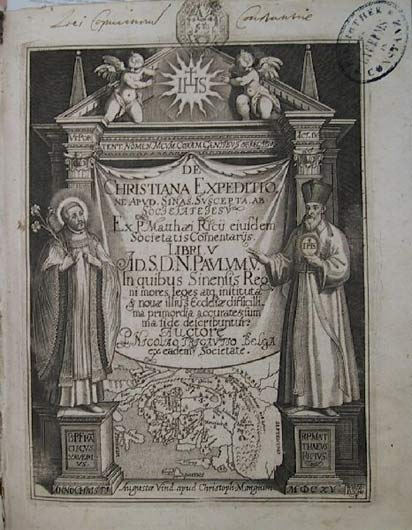
Page de titre du De Christiana Expeditione apud Sinas...

De Christiana Expeditione apud Sinas suscepta ab Societate Iesu... est un ouvrage du missionnaire jésuite Nicolas Trigault. Publié pour la première fois en 1615 à Augsbourg, le livre se base sur un manuscrit italien laissé par le fondateur de la mission jésuite en Chine, Matteo Ricci, développé et traduit en latin par son confrère Trigault. Il eut un grand succès d’éditions en plusieurs langues européennes.

## Titre
Dédicacé au pape Paul V, le livre a pour titre complet : ‘De Christiana expeditione apud sinas suscepta ab Societate Jesu. Ex P. Matthaei Riccii eiusdem Societatis commentariis Libri V: Ad S.D.N. Paulum V. In Quibus Sinensis Regni mores, leges, atque instituta, & novae illius Ecclesiae difficillima primordia accurate & summa fide describuntur. Auctore, P.Nicolas Trigault, belga, ex eiusdem Societatis’. 
En français : ‘De l’expédition chrétienne auprès des chinois entreprise par la Compagnie de Jésus, d’après les commentaires du P. Matteo Ricci de la même Compagnie (5 volumes), dédié à S.D.N. Paul V, dans lequel les coutumes, lois et institutions du royaume chinois de même que les très difficiles débuts de la nouvelle Église sont exactement et fidèlement décrits. Auteur: P. Nicolas Trigault, belge, de la même Compagnie’.

## Histoire
Le livre se base principalement sur les carnets personnels tenus par Matteo Ricci (1552-1610) durant ses 27 ans de résidence en Chine, de 1583 à sa mort en 1610. Ses papiers personnels, écrits en italien, furent rassemblés après sa mort par ses confrères jésuites de sa résidence à Pékin. Copie en fut faite et bientôt une traduction en portugais également.    
En 1612 le supérieur de la mission de Chine, le père Niccolò Longobardo nomma Nicolas Trigault, connu pour sa bonne connaissance du latin, comme ‘procureur’ de la Mission en Europe. C’est-à-dire qu’il y est chargé de recruter des volontaires, traiter les affaires de la mission auprès du Saint-Siège et obtenir de bienfaiteurs éventuels le soutien financier nécessaire au travail missionnaire. On lui confie également les carnets de Ricci, avec mission de les publier sous forme de livre après les avoir édités, développés et traduits en latin.
Trigault quitte la Chine, par Macao, le 9 février 1613. Sur le navire il travaille déjà le manuscrit. D’autres occupations cependant prennent son temps durant la partie terrestre de son voyage (Perse et Égypte). De même ses rencontres avec les autorités ecclésiastiques à Rome. Le travail est achevé en 1615 et publié en latin à Augsbourg: 645 pages, avec une introduction et un index. La préface écrite par Trigault est datée du 14 janvier 1615. Des traductions en français, allemand, espagnol et italien sortent de presse dans les six années qui suivent.  Et des extraits en anglais en 1625
Le ‘De Christiana Expeditione...’ est le premier livre important publié en Europe qui soit l’œuvre d’un érudit qui, non seulement parle couramment la langue chinoise et est à l’aise dans sa culture mais a également voyagé dans tout le pays. Le livre fut extrêmement populaire et connut au moins 16 éditions dans les langues européennes les plus importantes, durant les décennies qui suivirent sa première publication.   
Si par son étendue encyclopédique l’ouvrage de Ricci-Tribault est parfois comparé au Livre de Marco Polo (1298), il est beaucoup plus développé, et plus détaillé dans son observation de toutes les affaires de l'Empire de Chine : géographie, histoire, institutions politiques, langage, culture, coutumes, religion et littérature.

## Contenu
Comme le titre l’indique l’ouvrage décrit la géographie, la vie politique, la culture, philosophie et religions de Chine sous la dynastie des Ming et décrit les débuts du christianisme en Chine (principalement le travail de Ricci lui-même et de ses compagnons jésuites). Surtout la politique d’accommodation (comme appelée plus tard par les érudits) adoptée par Ricci pour permettre au christianisme de s’implanter : il y est clairement présumé que le christianisme et le confucianisme sont foncièrement compatibles. Avec quelques adaptations dues à l’évolution de la situation cette approche continuera à guider les missionnaires jésuites en Chine durant le siècle suivant.
L’édition latine du texte Ricci-Trigault est divisée en cinq sections (appelées ‘livres’). La première est une vue encyclopédique de la période Ming telle que connue et vécue par Ricci durant ses 27 ans en Chine, en contact avec des personnalités de différents milieux chinois et au courant de la littérature contemporaine. Les autres quatre ‘livres’ décrivent chronologiquement l’histoire des missions jésuites en Chine avant et durant la vie de Ricci, et jusque quelques années après sa mort.   
Le premier livre, particulièrement, est un véritable traité de sinologie, sans doute le premier du genre. Il y est question de l’histoire et de la géographie de la Chine, mais aussi de son industrie et agriculture, avec l’usage du bambou, la technique de la laque, l’exploitation des mines de charbon et la production de thé (et la manière de le boire). Les arts chinois sont traités : architecture, musique et théâtre (que Ricci n’apprécie pas beaucoup). Les objets de la vie quotidienne attirent son attention : les instruments de valeur servant à l’écriture ainsi que les sceaux pour la signature, les éventails finement décorés. Surtout le mobilier domestique qui, à sa surprise, est fort semblable à ce que l’on utilise en Europe – tables, sièges, armoires, lits – au contraire de ce que l’on peut voir en d’autres pays d’Asie. Il termine: «On peut en conclure qu’il y a de nombreux points de contact avantageux entre notre civilisation et le peuple chinois».
Quand il en arrive à la langue chinoise Ricci constate au contraire de grandes différences. Même à l’intérieur du chinois il existe une distance appréciable entre la langue littéraire et la langue parlée. La langue littéraire était à une certaine époque le langage de contact entre les pays de la région: Chine, le Japon, la Corée, le Vietnam (Cochinchine) les îles Ryukyu. Les dialectes sont nombreux, mais le ‘Guanhua’ semble connu par les classes éduquées dans tout l’empire. 
Ricci s’intéresse au système éducatif de la Chine et au mécanisme des examens servant à préparer les bureaucrates-érudits de l’empire, de même qu’au système administratif de l’État. Il  note en particulier que, au contraire des monarchies européennes contemporaines, l’empire Ming interdisait aux parents masculins de l’empereur d’occuper quelque poste officiel que ce soit, ou même de quitter leur domaine sans permission. Ricci désapprouve fermement l’emploi d’eunuques dans l’administration de l’État : « une classe famélique, sans éducation, et formée à l’esclavage perpétuel »
Ricci regrette que les Chinois ne parviennent pas à se débarrasser des longues et compliquées cérémonies protocolaires qui expriment les relations entre supérieurs et inférieurs ou même entre amis.

## Traductions françaises
- Première traduction française: Histoire de l'expédition chrestienne au royaume de la Chine rédigée à l'aide des papiers laissés par Matteo Ricci (en italien), traduction en français imprimée à Lyon en 1616, (bibliothèque de Lausanne), réédité dès 1617 (université de Tours).
- Édition moderne : Matthieu Ricci SJ et Nicolas Trigault SJ: Histoire de l'expédition chrétienne du royaume de la Chine, 1582-1610. Introduction par Joseph Shih SJ, établissement du texte et annotations par Georges Bessière, tables et index par Joseph Dehergne SJ, Paris, Desclée de Brouwer, Bellarmin, 1978. In-8°, 744 pages, 8 planches. (Collection Christus, Textes n° 45)